# Octopus: The Best of Syd Barrett
Octopus: The Best of Syd Barrett è un album discografico di raccolta del musicista britannico Syd Barrett, pubblicato nel 1992. 

## Tracce
1. Octopus – 3:48
2. Swan Lee (Silas Lang) – 3:14
3. Baby Lemonade – 4:10
4. Late Night – 3:14
5. Wined and Dined – 2:56
6. Golden Hair – 2:00
7. Gigolo Aunt – 5:45
8. Wolfpack – 3:45
9. It Is Obvious – 2:56
10. Lanky (Part 1) – 5:32
11. No Good Trying – 3:25
12. Clowns and Jugglers(Octopus) – 3:27
13. Waving My Arms in the Air – 2:07
14. Opel – 6:26